# Zeče (Slovenske Konjice, Slovenija)
Zeče je naselje u slovenskoj Općini Slovenskim Konjicama. Zeče se nalazi u pokrajini Štajerskoj i statističkoj regiji Savinjskoj. 

## Stanovništvo
Prema popisu stanovništva iz 2002. godine naselje je imalo 241 stanovnika.